# Брохвайл ап Элисед
Бро́хвайл ап Элисет (валл. Brochfael ap Elisedd) — правитель королевства Поуис в восточной части нынешнего Уэльса, живший в VIII веке.

## Биография
Брохфаэль сын Элисета ап Гвилога. Имеется немного информации о его правлении, кроме того, что он был современником могущественного короля Мерсии Оффы. Территории королевства Поуис, которые считались восстановленными во времена Элисета, в первой половине VIII века, вероятно, были потеряны во второй половине этого же века.
Считается, что Брохвайл наследовал своему отцу, после смерти последнего, около 755 года. Однако по другим данным, он и его отец умерли в один год — 773. По другой версии, Брохвайл умер в 784 году. Так согласно «Анналам Камбрии», около 760 года, произошла битва при Херефорде, в которой, как считается, Ноуи, правитель Брихейниога, в союзе с Элисетом, отцом Брохвайла, нанес поражение армии Мерсии. Возможно, что правитель Гвента или Гливисинга также участвовал в этом разгроме мерсийцев.
Хотя дата правления Брохвайла неизвестна, вполне возможно, что он правит довольно долго. Именно тогда, когда он был правителем, был построен Вал Оффы, замечательная работа, строительство которой продолжалось несколько лет. Она была символом силы Оффы, и вполне вероятно, что люди Поуиса и Гливисинга помогли завершить строительство. Он служил как линией демаркации, так и защитой, демонстрируя, что Оффа принял идею о материализации границы между валлийцами и англичанами, чтобы сохранить мир. В результате в краткосрочной перспективе Брохвайл выиграл от строительства этой стены, что в более долгосрочной перспективе означало конец независимости Поуиса. После его смерти у короля был преемник его сын Каделл ап Брохвайл.